# Heladio de Cesarea
Heladio de Cesarea (fl. finales del siglo IV) fue un obispo católico de Cesarea. Fue uno de los tres obispos que recibieron el nombramiento por un edicto de Teodosio I (30 de julio de 381; Cod Theod, LXVI, tit I, L. 3) para ocupar las sedes episcopales nombradas como centros de la comunión católica en el Este, junto con Gregorio de Nisa y Otreius de Melitene. Ocupó el obispado de Cesarea en sucesión de Basilio el Grande, hermano de Gregorio de Nisa. Su relación con Gregorio mantuvo ciertas tensiones debido tal vez a cuestiones jerárquicas y personales, que causaron un alejamiento entre ellos.